# Camilo Ponce Enríquez
Camilo Ponce Enríquez (ur. 31 stycznia 1912, zm. 13 września 1976) – ekwadorski polityk.
Profesor prawa na uniwersytecie katolickim w Quito, objął w 1945 tekę ministra spraw zagranicznych, zaś w latach 1953-1956 był ministrem sprawiedliwości. Od 1956 do 1960 sprawował urząd prezydenta Ekwadoru z ramienia Ruchu Chrześcijańsko-Społecznego.